# Anoushka Schut-Welkzijn
Anoushka Schut-Welkzijn (Delft, 6 de febrero de 1969) es una política neerlandesa que ocupó un escaño en la Segunda Cámara de los Estados Generales para el período legislativo 2012-2017 por el Partido Popular por la Libertad y la Democracia.